# Algéria
Algéria észak-afrikai állam a Földközi-tenger partján. Szárazföldön keletről Tunézia és Líbia, délről Mali és Niger, délnyugatról Mauritánia, nyugatról pedig Marokkó és Nyugat-Szahara határolja. Északról tengeri határ választja el Spanyolországtól és Olaszországtól. Területe 2 381 741 km2, Afrika legnagyobb területű országa, valamint a világ 10. legnagyobb országa. A 46 milliós lakosságával (2024-ben) Afrika 10. legnépesebb országa. Fővárosa Algír, három legnagyobb városa pedig Orán, Kaszentína és Annába.
Algéria mai területe 1711-től 1830-ig formailag az Oszmán Birodalomhoz tartozott ugyan, de gyakorlatilag független volt. 1830-ban a franciák szállták meg a török haderő leverése után. 1834-ben francia birtokká nyilvánították, és főkormányzót neveztek ki az élére. 1954 őszén függetlenségi harcok robbantak ki, aminek a végén, 1962-ban Franciaország elismerte Algéria függetlenségét. 1991 végén kitört az algír polgárháború a központi kormányzat és az iszlám fundamentalisták között, ami 2002-ben a központi kormányzat győzelmével zárult.
Hivatalos nyelve az arab és a berber. A lakosság túlnyomó zöme iszlám vallású. Gazdaságilag a fejlődő országok közé tartozik. 2022-ben Afrika 4. legnagyobb gazdaságával, valamint Afrika 9. legmagasabb életszínvonalával rendelkezett. 2021-ben az ország két legfőbb exportcikke a kőolaj és a földgáz volt, valamint két legnagyobb kereskedelmi partnere Olaszország és Spanyolország. A korrupcióérzékelési index alapján világszinten a közepesen korrupt országok közé tartozik.
Algéria középhatalom a globális ügyekben. Az ország többek között az Afrikai Unió, Arab Liga, ENSZ, IMF, OPEC, Világbank tagja is.

## Etimológia
Az ország neve Algír (fő)város nevéből ered, amely pedig az arab al-Dzsazáir ( الجزائر , "a szigetek") szóból.

## Földrajz
Algéria Afrika északnyugati részén fekszik, földközi-tengeri partvonala 1200 km hosszú. A mediterrán partvidéket a 300–400 km széles, árkokkal, termékeny medencékkel és völgyekkel több párhuzamos vonulatra osztott Atlasz-hegység választja el a Szaharától.
Az ország négy nagy tájból áll:
- A tengermellék és a Tell-Atlasz
- Sott-fennsík
- Szaharai-Atlasz
- Szahara

### Domborzata
Ez az ország leglakottabb és mezőgazdaságilag is igen fontos területe. 
A keskeny part menti síkság alig 80–150 km széles, ezt a Tell-Atlasz vonulata követi. A tengerparton ritka a homokos strand. A Földközi-tenger vizét általában meredek sziklafalak övezik, beljebb viszont dúsan termő völgyek váltakoznak nehezen művelhető köves fennsíkokkal. A Tell-Atlasz legmagasabb pontja 2308 m (Lalla Khedidja Kabiliában).
A Tell-Atlasz és a vele párhuzamos Szaharai-Atlasz nyugatról kelet felé fokozatosan közeledik egymáshoz, s az Atlasz-hegység keleti részén egyesül.

#### Sott-fennsík
A két hegylánc közé zárt terület az ún. Berber-(vagy Sott) fennsík átlagosan 900 m magas felföld, amelyen zárt medencék és nagy sóstavak találhatók. Nevét az időnként kiszáradó sós tavakról, az úgynevezett sottokról (chott) kapta.

#### Szahara-Atlasz
A fennsíkhoz délről csatlakozó, a tengerparttal és a Tell-Atlasszal párhuzamos Szaharai-Atlasz legmagasabb pontja a Dzsebel Aïssa (2236 m). Itt a Szaharai-Atlaszban termékenységről már szó sem lehet. Még a legmagasabb csúcsokon sem éri el a csapadék évi mennyisége a 400 mm-t. Legfeljebb gyér füvű legelő nő meg rajta. A Szaharára néző lejtők kősivatagok. Az úgynevezett szaharai kapukon kelnek át a hegységen a nagy múltú (karaván)utak, amelyeknek kijáróiba oázisvárosok települtek. 
A Szaharai- és a Tell-Atlasz egyesülő-, és Tunéziába is átnyúló keleti része az Aurés (Oresz-) hegység.
| \| Spanyolország Marokkó Tunézia L í b i a Niger M a l i Mauritánia Algír Annába Kaszentína Orán Tamanrasset Földközi-tenger Merlhir-sott T e l l - A t l a s z Szaharai - Atlasz N y u g a t i - E r g Keleti-E r g Ses-Erg h a m m a d a S - z - a - h - a - r - a Ahaggar Taszilin- Ádzser Akákusz A d r a r Tahat Mzab \| \| térkép szerkesztése \| |
| Spanyolország Marokkó Tunézia L í b i a Niger M a l i Mauritánia Algír Annába Kaszentína Orán Tamanrasset Földközi-tenger Merlhir-sott T e l l - A t l a s z Szaharai - Atlasz N y u g a t i - E r g Keleti-E r g Ses-Erg h a m m a d a S - z - a - h - a - r - a Ahaggar Taszilin- Ádzser Akákusz A d r a r Tahat Mzab                                 |
| térkép szerkesztése |

| Spanyolország Marokkó Tunézia L í b i a Niger M a l i Mauritánia Algír Annába Kaszentína Orán Tamanrasset Földközi-tenger Merlhir-sott T e l l - A t l a s z Szaharai - Atlasz N y u g a t i - E r g Keleti-E r g Ses-Erg h a m m a d a S - z - a - h - a - r - a Ahaggar Taszilin- Ádzser Akákusz A d r a r Tahat Mzab |
| térkép szerkesztése |

#### Szahara
Az ország területének mintegy háromnegyed része sivatag, elszórtan oázisokkal. Az északnyugati és északkeleti rész homoksivatag (erg), a Szahara nagy része azonban köves (hammada). Délkeleti felén emelkedik az Ahaggar- és a Taszilin-Ádzser-hegység. Több helyen dús vizű források törnek a felszínre, ahol virágzó oázisok találhatók (pl. északon a Mzab-föld városai).
Az Ahaggar-hegységben található az ország legmagasabb pontja, a Tahat csúcs, melynek magasságát 2918 m és 3005 m közé teszik.
- Főbb utak és települések
- Oázis az Ahaggar-hegységben
- A Tahat az Ahaggar-hegységben az ország legmagasabb pontja
- A Taszilin-Ádzser-hegység egy része
- A tuaregek állatokat itatnak a Szaharában

### Vízrajz
Legjelentősebb folyó a Chéliff (vagy Sheliff); Orántól ÉK-re ömlik a Földközi-tengerbe. Legjelentősebb tavak: Chergui-sott, Melrhir-sott, Mérouane-sott (sóstavak).

### Éghajlata
A Földközi-tenger partvidékén meleg nyarú mediterrán éghajlat jellemző, az Atlasz vidékén, különösen a Sott-fennsíkon szubtrópusi sztyepp éghajlat alakult ki, az ország túlnyomó része pedig sivatagi éghajlatú.
A Földközi-tenger légáramlatai kellemes, mediterrán éghajlatot alakítanak ki a tengerparton: enyhe, fagymentes a tél (a január középhőmérséklete +12 °C) és mérsékleten meleg a nyár (az augusztus középhőmérséklete 25 °C). Az évi csapadék 400–800 mm, az esős időszak novembertől márciusig tart, a nyár száraz, napsütésben gazdag.
A szubtrópusi sztyepp éghajlat területén a nyár forró, a tél viszont aránylag hideg, az évi hőmérsékleti ingadozás jelentős. A legmelegebb hónap középhőmérséklete a Sott-fennsíkon eléri a 30-35 °C-ot, a leghidegebb hónapé 5-6 °C körül alakul. A hőmérséklet abszolút maximumai 45-48 °C-ig emelkednek, télen -10 °C körüli fagyok is előfordulhatnak, a hegyekben gyakori a hó. A csapadék évi összege 100–300 mm, évi járását téli és tavaszi maximum és hosszú nyári száraz időszak jellemzi.
Az Atlasz-vidéktől délre a hőség egyre fokozódik, s a nyári napokon gyakorta eléri az 50 °C-ot, a Szahara Algériához tartozó területén találjuk Afrikában a legforróbb nyarat. A legmelegebb hónap középhőmérséklete 34-38 °C között váltakozik, az abszolút maximumok elérik a 48-53 °C-ot. A leghűvösebb hónap középhőmérséklete 8-16 °C közötti, télen gyenge fagyok is előfordulhatnak. A napi hőingás jelentős, minden évszakban eléri a 15-20 °C-ot. A csapadék átlagos évi összege mindenütt kevesebb 50 mm-nél, éven belüli eloszlása rendszertelen, a Szahara északi peremén a téli hónapokban, déli részén nyáron esik kevesebb csapadék (az évi átlag 100–200 mm). A száraz sivatagi tájakon az égbolt egész évben csaknem felhőtlen, a napsütés zavartalan, az évi 3500-4000 órás napfénytartam a csillagászatilag lehetségesnek 80-90%-a. Gyakori a homokvihar, az ún. harmattán.

### Élővilág, természetvédelem
Algéria területének már csak alig 2%-át borítja erdő. Az Atlaszvidék természetes növénytakaróját eredendően a keménylombú erdők alkották, melyeket mára már szinte teljesen kiirtottak. Helyükön a völgyekben mezőgazdasági termelés folyik, a hegyoldalakon pedig mediterrán cserjés, a macchia tenyészik. A Tell-Atlasz kellőképpen csapadékos északi lejtőin a macchia mellett aleppói fenyő, paratölgy és magyaltölgy, valamint az 1600 m feletti területeken cédrusok nőnek. Kabiliában még vannak összefüggő erdőségek. A Sott-fennsík uralkodó növényzete az eszpartófű s az üröm. A Szaharai-Atlasz hegyvidéki sztyeppéje délen kopár sivatagba megy át; említésre méltó növényzet (elsősorban datolyapálma) csak a peremvidékeken s a talajvízzel rendelkező területeken (oázisokban) nő. A Szahara növényzete a szárazsághoz alkalmazkodott fajokból áll. Ezek vagy igen rövid tenyészidejű efemerek vagy szukkulens (pozsgás), geofiton, illetve a gyökerüket a víz után nagy mélységbe lebocsátó évelő növények. A különböző sivatagtípusokban eltérő növénytársulások alakulnak ki. A homokdűnéken a tevefű (Cymbopogon) sp. és az ízelt szakszaul (Haloxylon tamariscifolium) mellett a Retama és a Calligonum fajok nőnek. A kavicsos, agyagos területeken néhány Aristida és Anabasis faj tengeti életét. A sziklasivatagokban van a legkevesebb növény. Az oázisokon kívül valódi fák (tamariska és akácia fajok) csak a vádik, az időszakos vízfolyások völgyeiben élnek.
Az állatvilág a növényekhez hasonlóan a szárazsághoz alkalmazkodott és fajokban szegény. Valamennyi állat gyors mozgású és főképpen éjszakai életet él. Elsősorban gazellák és a sivatagi róka, antilopok, ugróegerek, kígyók, gyíkok, skorpiók élnek itt. A kis, lényegében elzárt oázis-ökorendszerekben különböző madarak – nagy ragadozómadarak is – és rovarok is találhatók. A legfőbb haszonállat az egypúpú teve, a dromedár.

#### Nemzeti parkjai
2020 táján tizenegy nemzeti park található. 1921-ben a gyarmati főkormányzó utasításával jött létre az Erdészeti Hivatalhoz tartozó nemzeti parki intézményrendszer. A független Algériában 1972-ben hozták létre az első nemzeti parkot, a Taszilin-Ádzser hegységben. A kiemelkedő régészeti jelentőséggel bíró Ahaggar és Tasszili Nemzeti Parkot 2011 februárjában kulturális parknak (parc culturel) nevezték át.
| Nemzeti Park                | Alapítás éve | Terület (km²) |
| --------------------------- | ------------ | ------------- |
| Ahaggar Kulturális Park     | 1987         | 45 000        |
| Belezma Nemzeti Park        | 1984         | 262,5         |
| Sréa Nemzeti Park           | 1983         | 265,87        |
| Dzsebel Issza Nemzeti Park  | 2003         | 244           |
| Dzsurdzsura Nemzeti Park    | 1983         | 185           |
| El Kala Nemzeti Park        | 1983         | 800           |
| Guraja Nemzeti Park         | 1984         | 32            |
| Tasszili Kulturális Park    | 1972         | 138 000       |
| Taza Nemzeti Park           | 1985         | 37,2          |
| Tánijat el-Had Nemzeti Park | 1983         | 34,25         |
| Tilimszán Nemzeti Park      | 1993         | 82,25         |

#### Természeti világörökségei
Az UNESCO listáján csak egy algériai táj szerepel: Taszilin-Ádzser. A táj igen festői, a szél által koptatott homokkő sziklák valóságos „erdőt” alkotnak. Jelentősége mégis régészeti lelőhelyként van. Sziklába vésett rajzok bizonyítják, hogy itt már 8000 éve élt ember.

## Történelem
Algéria mai területén a berberek által irányított  numidiai királyság működött i. e. 202-től i. e. 25-ig. i. e. 25-ben Augustus római császár Numidiát a Római Birodalomhoz csatolta.
A Nyugatrómai Birodalom bukása után a terület felett az irányítást a Bizánci Birodalom vette át, az arabok 8. századi érkezéséig. A 8. század elején Algériát a damaszkuszi Omajjád kalifátushoz csatolták.
A berberek kezdetben ellenálltak az érkező araboknak, azonban fokozatosan felvették az iszlám vallást, az arab nyelvet és kultúrát is. 
A 15. században a spanyolok megindították támadásaikat az algír partvonal ellen, és számos tengerparti várost elfoglaltak. A spanyol fenyegetéssel szemben az algíriak a törökökhöz fordultak segítségül. Akik végül átvették a berber Mouhoubi-dinasztiától a hatalmat és a területet az Oszmán Birodalomhoz csatolták. Az algériai beglerbégek sikeresen vissza verték a spanyolokat és a marokkói szultán támadásait.
Az algíri állam 1711-től 1830-ig formailag az Oszmán Birodalomhoz tartozott ugyan, de gyakorlatilag független volt. Algériát a franciák 1830-ban szállták meg a török haderő leverése után. 1834. július 22-én Algériát francia birtokká nyilvánították, és főkormányzót neveztek ki az élére.
1954. november 1-jén Algériában függetlenségi harcok robbantak ki, aminek a végén 1962. június 3-án Franciaország elismerte Algéria függetlenségét.
1991-ben kitört az algír polgárháború a központi kormányzat és az iszlám fundamentalisták között, ami  2002. február 8-án a központi kormányzat győzelmével zárult.

### 21. század
M. Abd el-Azíz Buteflíka és a 2001. áprilisi választások nyomán kormányt alakító Ali Benflisz eredményeket ért el az iszlám fundamentalista terrorizmus megfékezésében, de az Iszlám Fegyveres Csoport (GIA) akcióit még nem sikerült teljesen felszámolni.
Az al-Káida észak-afrikai szárnyának tulajdonított 2007. áprilisi véres algíri merényletek arra utalnak, hogy a radikális fegyveres mozgalmak legfeljebb hallgattak a '90-es évek vége óta, de jelenlétükkel továbbra is számolni kell, újbóli fellépésük Európa számára is biztonságpolitikai kockázatokat jelent.
A 2019. decemberi választást követően Abd el-Madzsíd Tebbún (Abdelmadjid Tebboune) választották elnöknek, miután megszerezte a szavazatok 58%-át.
2021 februárjában tömeges tiltakozások és tüntetések hulláma kezdődött Tebbún kormánya ellen.

## Államszervezet és közigazgatás

### Alkotmány, államforma
Az ország elnöki rendszerű köztársaság. Az 1989-ben módosított alkotmány szerint eltörölték a Nemzeti Felszabadítási Front (FLN) egyeduralmát s bevezették a többpártrendszert.
Az államfő csak muszlim lehet, s egyben ő a fegyveres erők főparancsnoka és a Legfelsőbb Bíróság elnöke is. A miniszterelnök maga nevezi ki kormánya tagjait.

### Törvényhozás, végrehajtás, igazságszolgáltatás
- Az 1996. évi alkotmány szerint a kétkamarás parlament a 389 tagú nemzetgyűlésből és a 96 tagú nemzeti tanácsból áll és gyakorolja a törvényhozó hatalmat. A nemzetgyűlést 5 évenként választják újra. A nemzeti tanács tagjainak mandátuma 6 évre szól, a tagok felét háromévenként a helyi tanácsok újraválasztják, míg a másik felét a köztársasági elnök nevezi ki. A választójogi korhatár 18 év.
- A köztársasági elnököt 5 évre választják; ugyanaz a személy csak kétszer választható.
- A miniszterelnököt a köztársasági elnök nevezi ki.
- A jogrendszer az iszlám s a francia jogra alapul. Az igazságszolgáltatás – legfelső fóruma a Legfelsőbb Bíróság – népi bíróságokra (polgári jog) és népi büntetőbíróságokra (büntetőjog) oszlik. Az országban 183 elsőfokú és 31 fellebbviteli bíróság működik. Az állam elleni gazdasági bűncselekményeket három, az állambiztonsági ügyeket egy különbíróság tárgyalja. 1992-ben ismét bevezették a halálbüntetést.

### Politikai pártok
- FLN (Front de Libération Nationale)
- RND (Rassemblement National Démocratique)
- MRN (Mouvement de la Réforme Nationale)
- MSP (Mouvement de la Société de la Paix)
- PT (Parti des Travailleurs)

### Közigazgatási beosztás
Az ország 48 tartományra (vilája), 548 járásra (daira) és 1541 községre (baladíja, commune) oszlik.

## Népesség
Népessége 2024 nyarán kb. 46,3 millió fő, országos népsűrűsége (a hatalmas lakatlan területek miatt) alacsony, 19 fő/km². 

### Általános adatok
A fővárosban, Algírban közel 1 840 000 fő él. A népességnövekedési ráta: 1,68%. A lakosság 96%-a északon, az ország 20%-án él. A lakosság 58%-a él városban. A várható átlagos élettartam 70 év. A csecsemőhalandósági ráta 39,1‰. Írástudatlanság:38%. Népek: arab (70%), berber (30%). Az ország lakossága fiatal; a népesség 46%-a 15 éven aluli.

### Etnikai, nyelvi, vallási megoszlás
A hivatalos nyelv az arab. A második legfontosabb nyelv a francia. Az állami televízió arabul és franciául is sugároz.
Elsősorban arabul és franciául írnak.
Az államvallás a szunnita iszlám, mivel a lakosság 99%-a szunnita. Etnikai megoszlás: 85% arab, 10% berber, 4% fekete-afrikai, 1% francia.

### Szociális rendszer
Az egy főre jutó jövedelem alapján Algéria Afrika gazdag országai közé tartozik. A társadalombiztosítás minden munkavállalóra kiterjed; 60 éves kortól a dolgozók nyugdíjat kapnak. Van rokkantsági és özvegyi nyugdíj is. Hiányzik viszont a munkanélküli segély.
Az egészségügyi ellátás térítésmentes, de az ellátottság tekintetében jelentős a különbség a város és a vidék között.

## Gazdaság

### Általános adatok
Gazdasága: agrár-ipari ország.
Algéria az afrikai kontinens fejlettebb országai közé tartozik. A gazdaságilag aktív népességen belül az agrárkeresők aránya az elmúlt évtizedekben gyorsan csökkent, a bányászatban és az iparban dolgozók aránya már meghaladja a mezőgazdaságban foglalkoztatottakét. A munkaerőhelyzetet kettősség jellemzi; a szakképzett munkaerő hiánya és a szakképzetlenek nagyarányú munkanélkülisége; több tízezer kvalifikált európai dolgozik az országban, s két milliónál is több szakképzetlen algériai kénytelen Francia- és Olaszországban munkát vállalni (gyarmati időkben az arab műszaki értelmiség létrejöttét mindenáron megakadályozták). A függetlenség elnyerése után Algériában néhány gazdasági ágazatban államosítottak. A nyolcvanas évek eleje óta azonban a gazdasági liberalizálás, a magánszektor fejlesztése a cél.

### Gazdasági ágazatok

#### Mezőgazdaság
Az összterületnek csak a 3,5%-án folyik növénytermesztés, 15%-a legelő, 2%-a erdő, a többi egyéb, főleg sivatag. Az ország az élelmiszer szükségletének csak a töredékét tudja megtermelni. A partvidéken és a hegységek völgyeiben szőlőt, búzát, árpát, burgonyát, narancsot, paradicsomot, olajbogyót és datolyát termesztenek. A kiterjedt paratölgy erdők Algériát a világ egyik legnagyobb parafatermelőivé teszik. A déli oázisok jellegzetes haszonnövénye a datolya. A világ második datolyatermelője Algéria. Juhot, kecskét legeltetnek a hegységek lejtőin és a Sott-fennsíkon. A helyenként tartott szarvasmarhán kívül, a teherhordásra használt szamár és teve érdemel még említést.
A földreform során a volt gyarmatosítók birtokait önigazgató paraszti kollektívák (szövetkezetek) vették át. Az arab-berber nagybirtokokat felszámolták. A földbirtokok felső határát a gabonaföldeknél 50, a szőlőknél 20, a kerteknél 5 hektárban maximálták. Az így nyert területeket, valamint a művelés alá vett szűzföldeket a földnélküliek és a kisparasztok kapták meg. A gazdálkodás színvonala a kisbirtokokon alacsony, a gépesített, kemizált nagyüzemek termelékenysége nagyobb.

#### Ipar
A szénhidrogének bányászata alkotja az ország gazdaságának gerincét. A költségvetés bevételének 60%-a, a GDP 30%-a, az export pedig több mint 95%-a származik ezekből. Földünk 5. legnagyobb földgáz- és 14. legnagyobb kőolajtartalékával rendelkezik, a 2. legjelentősebb földgázexportőr. A kőolaj és a földgáz szinte kizárólagos szerepet játszik a gazdaság finanszírozásában. A fokozatos államosítások után az egész kőolaj- és földgázipar az állam kezében összpontosul. A kőolajtermelés négy mezőn folyik. Hászi-Meszud 45%-át, Edzsele és Hászi-el Gászi 20-20%-át, míg a partvidékhez legközelebb fekvő Lagvát 15%-át adja a kőolajtermelésnek. A kőolaj vezetékeken keresztül kerül a tengerparti finomítókba (nyersolajfinomító kapacitása a legnagyobb Afrikában), illetve a kikötőkbe. A földgáz csaknem egésze Hászi-R'mel környékéről származik, s két vezetéken át jut el a tengerpartra. Az egyéb ásványkincsek közül a vasérc (Dzsebel Venza, Orán, Szkikda, Benisaf), az ólom és az antimon (Tell-Atlasz), valamint az urán-, a platina- és a volfrámtermelés (Ahaggar) jelentős; A Tebessza körzetében bányászott foszfát döntően exportra kerül.
A villamosenergia-termelés csaknem egészét szénhidrogén-alapú hőerőművek szolgáltatják. Az első kísérleti atomreaktort argentin segítséggel építették és 1989-ben helyezték üzembe a főváros szomszédságában. Nyersvasat és acélt Annába kohójában állítanak elő, de fémfeldolgozása nem jelentős. Gépipara jobbára a hajójavításra (Algír, Orán, Szkikda, Annába) és mezőgazdasági gépek előállítására szorítkozik. Algírban és Annabában francia alkatrészeket összeszerelő autógyárak működnek. Arzév, Bedzsája és Algír finomítói évente több millió tonna kőolajat dolgoznak fel. A foszfátot ugyanezen városok műtrágya gyárai hasznosítják. A malom-, hús- és tejipar, valamint a halkonzervgyártás a tengerparti nagyvárosokban (Algír, Orán, Annába, Szkikda) tömörül. Az 1960-as és 1970-es években végigvitt nagy beruházások csak részben hoztak sikereket, ugyanakkor nagy mennyiségű hitel felvételével jártak együtt. Összes külső adósságállománya meghaladja a 25 milliárd USD-t, ami a GNP 50%-a. A kormányzat a gazdasági szerkezet diverzifikálása érdekében támogatja a kőolajszektoron kívüli hazai és külföldi beruházásokat. Mindez csak mérsékelt eredményeket hozott: a munkanélküliség továbbra is meghaladja a 30%-ot.

#### Külkereskedelem
Algéria 2001-ben társulási szerződést írt alá az Európai Unióval, ami a külkereskedelem növekedését eredményezi.
Exportjában a kőolaj, a földgáz és ezek termékeinek szerepe szinte kizárólagos (97%). Ezeken kívül egyes mezőgazdasági termékek (zöldség, déligyümölcs, bor) kerülnek csak kivitelre. A mezőgazdaság háttérbe szorulása az ország importjában is megmutatkozik: az élelmiszerek a behozatalnak mintegy negyedét teszik ki. Behozatalra szorul az ország gépekből, ipari berendezésekből és fogyasztási cikkekből is.
Legfontosabb kereskedelmi partnerei 2017-ben :
- Export: Olaszország 17,4%, Spanyolország 13%, Franciaország 11,9%, USA 9,4%, Brazília 6,2%, Hollandia 5,5%
- Import: Kína 18,2%, Franciaország 9,1%, Olaszország 8%, Németország 7%, Spanyolország 6,9%, Törökország 4,4%

Az ország külkereskedelmi forgalmának jelentős részét a nagy kikötőkön (Algír, Szkikda, Annába) keresztül bonyolítja le, amelyekhez vasútvonalak és jól kiépített közutak vezetnek.

## Közlekedés

### Közút
Az utak az északi országrészre koncentrálódnak. Az algériai autópálya-hálózat egyre bővül, bár ez csak az ország északi régiójára igaz, ahol a lakosság zöme él.
Olcsó, modern autóbuszok közlekednek csaknem minden település között, még délre is, Tamanrassetig és Djanetig.
Északon jó az úthálózat; a sivatagi utak csak részben aszfaltozottak. Taxi minden nagyobb városban található.

### Vasúti közlekedés
A vasút hossza 4300 km. Valamennyi jelentős tengerparti várost vasútvonal köti össze; a parttól az ország belsejébe is vezet néhány vonal.

### Vízi
Az ország fő kikötői: Algír, Annába, Orán, Bedzsája, Szkíkda és Arzév.

### Légi
A fő nemzetközi repülőtér, a Houari Boumedienne repülőtér kb. 20 km-re fekszik Algír-tól.
Algírból a legtöbb nagyobb város és sok oázisváros is elérhető repülővel.

## Telekommunikáció
| Hívójel prefix | 7R, 7T-7Y |
| ITU zóna       | 37        |
| CQ zóna        | 33        |

## Kultúra

### Oktatási rendszer
Általános tankötelezettség 6-tól 15 éves korig van. A képzettségben jelentős az eltérés a férfiak és a nők, illetve város és vidék között. A felnőttoktatás s a nagyobb beiskolázás eredményeként az analfabéták aránya ma már kb. 50%. Az országban tíznél több egyetem van; az elsőt 1879-ben alapították Algírban.

### Tudomány
Az iszlám térhódításával felvirágzott az országban a tudomány is. Ibn Rushd (Averroes) a 12. században igyekezett Arisztotelész filozófiáját az újplatonikus gondolkodással és az iszlám vallással összhangba hozni s Európában elterjeszteni. Ibn Khaldún a 14. században összehasonlító történeti módszerrel kidolgozta a különböző népek kultúrkörének elméletét, amely szerint a történelem törvényszerűen alakult a kezdettől, a nomád életmódtól a városi luxusig.
Tilimsenben, Béjaiában, Kuszantínában (Constantine) jelentős iszlám egyetemeket alapítottak. Ezek a medreszék egyaránt foglalkoztak vallással és tudományokkal. Pompás épületeik részben mindmáig fennmaradtak.

### Művészetek

#### Zene
Algéria modern kulturális kisugárzásának meghatározó eleme a rai zene, amelynek több meghatározó sztárja (így például Cheb Khaled, a rai királya) is algériai származású.

### Hagyományok, néprajz
Közép- és Dél-Algéria különböző berber törzsei között jelentős kulturális különbségek vannak. A Souf vidék nagyrészt banu hilal törzsből származó lakosai ma már letelepedtek, de őrzik az antik Karthágó-korabeli erkölcseiket és szokásaikat. Guemarban, Débilában és Behimában az év legforróbb időszakában ülik meg a Siouf-Bébila ünnepeket, amely valószínűleg az ősi Iuppiter-kultuszban gyökeredzik. Az ünnep során, amikor leszáll az este, a résztvevők lecsúsznak a magas dűnékről, ami különös, zengő „dallamot” hoz létre: ezt misztikus zenének vélik.
M'Zabban az ibaditák iszlám szektájához tartozó mozabiták több mint ezeréves, szigorúan hierarchikus közösségben élnek. A tuaregeknél is szigorú kasztrendszer honos; csak az imohagh elnevezésű nemességnek van joga a tevetenyésztésre és földtulajdonra. A kézművesek a legalsó kaszthoz tartoznak; mint „megvetettek” (inádok) a rabszolgáknál is alsóbb rendűek. A móroknál gyakori a többnejűség, a tuaregek viszont egynejűek, s a férfiak is elkendőzik az arcukat.

### Gasztronómia
Az algériai konyhát megszámlálhatatlan külső hatás érte a évszázadok alatt más népekkel való érintkezés, kereskedelem és idegen uralmak nyomán. Az algériai gasztronómia berber és mediterrán gyökerű, amely előbb arab, majd török, andalúz, spanyol és végül francia hatásnak lett kitéve. A különféle algériai régiók szezonálisan más és más fogásokat kínálnak, ám mindenütt központi elemek a zöldség- és gabonafélék. Az algériai ételek többsége a kenyér, a különféle húsok (marha, bárány, baromfi), olívaolaj, zöldségek és friss fűszernövények köré összpontosul. Az ország nemzeti étele a kuszkusz, mely a berberektől származik és innét terjedt el több másik nép között is.
Mivel az ország muszlim vallású, ezért a saríával összhangban tilos forgalomba hozni és fogyasztani a sertéshúst.
Az országban széles skáláját találjuk a zöldségeknek és gyümölcsöknek. A bárányhús gyakori alapanyag a konyhákon, s a húsfogyasztás aránya kimondottan magas az országban. A partmenti területeken jellemző a tengeri gyümölcs és a hal fogyasztása. A fűszerfélék közül a legfontosabbak a vörös chili, kömény, fahéj, kurkuma, gyömbér, fűszerpaprika, koriander, sáfrány, szegfűszeg, édeskömény, ánizs, szerecsendió, cayenne bors, fekete bors stb. Híres algériai termék egy huszonhét különféle növényből összeállított fűszerkeverék, a ras el hanout.
A birkahúson túl még fontos a marha- és baromfihús fogyasztása. Délen igen elterjedt a tevehús. Ritkábban kerülnek az asztalra vadhúsok, azok inkább a különlegességek közé tartoznak.
A leggyakoribb zöldségek a burgonya, sárgarépa, fehérrépa, vöröshagyma, paradicsom, cukkini, fokhagyma, káposzta, padlizsán, olajbogyó, csombormenta, articsóka, lóbab, chilipaprika és csicseriborsó. A zöldségek gyakori alapanyagai raguételeknek és leveseknek.
Algériai hússpecialitás a merkez, amely egy berber kolbászféle. A levesek közül népszerűek a csorba, harira, dzsari és csicsa, amelyek az étkezéseknél előételként vannak jelen. A hozzávalói rendszerint hús (főként bárány és baromfi), csicseriborsó, paradicsom, búza, fűszerek, különböző zöldségek és hüvelyesek. Ezek a levesek főleg a böjti időszak, a Ramadán idején a legnépszerűbbek.
Rengeteg különféle algériai salátafajta létezik, beleértve a nyers és párolt zöldségeket, melyeket melegen vagy hidegen tálalnak. A zalúka nevű salátát például forrón eszik, melyet padlizsánból és paradicsomból csinálnak. Szintén forrón kerül fogyasztásra a hakhúka saláta, amely paradicsomból, füstölt zöldpaprikából, fokhagymából, tojásból és fűszerekből tevődik össze. Mediterrán hatásra hakhúkát céklából és szardellából is lehet készíteni.
Spanyol eredetű a manchego nevű pörkölt és a gazpacho nevű húsos pite.
Az étkezések végét desszertek kísérik. Az egyik ilyen legjellemzőbb édesség a creponne nevű sörbet, amely Oránnak és vidékének specialitása. Az algériaiak nagy kávéfogyasztók és a reggelijüket mindig kávéval indítják, amelyhez francia eredetű croissant, vajas kenyeret, vagy édességet esznek. Teát gyakran fogyasztanak sütemények mellé. A mazagran egy algériai jegeskávé-fajta, s Algériát tartják a jegeskávé szülőföldjének.
A francia uralom idején a feketelábúak meghonosították a bortermelést, amely a függetlenség elnyerése után jelentősen lecsökkent.
A kenyeret Algériában hatalmas becsben tartják, sőt Isten áldásának tekintik, s az élet és termékenység, valamint bőség szimbólumaként jelenik meg.

## Turizmus
Algériában az idegenforgalmi ágazat még mindig fejletlen a szállás és egyéb szolgáltatások tekintetében. Emiatt a kormány stratégiai tervet indított az ágazat 2025-ig történő fellendítésére.
Az ország jelentős természeti értékekkel rendelkezik. 
A Szahara Algéria egyik legjelentősebb turisztikai célpontja, terepjárón vagy tevegelve utazva.
Számos nemzeti park található, köztük a Tasszili vagy az Ahaggar (Hoggar) Kulturális Park.
A délkeleti részen található Taszilin-Ádzser-hegység jelentősebb érdeklődésre tart számot a sziklarajzaival, és az UNESCO 1982-ben felvette a "világörökségi listájára".
Algériában számos ősi eredetű termálfürdő is van.

### Szállás
A nagyvárosokban, még a Szahara nagy településein is, vannak európai komforttal rendelkező szállodák, a Földközi-tenger partján lévő üdülőhelyeken nyaralók és bungalófalvak is. Az ország belsejében nagyrészt csak egyszerűbb szállást kapni. Kempingezni lehet.

### Oltások
Fertőzött területekről érkezők számára kötelező a sárgaláz elleni oltás. A malária elleni védekezés a Szahara északi vidékén novembertől márciusig, délen márciustól októberig kötelező. Minden turistának nyomatékosan ajánlják a tífusz, a kolera, a tetanusz és a hepatitis A (kifejezetten magas a májgyulladásnak ennek a fajtájának az esélye) elleni védőoltást.

## Sport

### Olimpia
Az ország olimpiai aranyérmesei:
1. Hassiba Boulmerka – (1992 – atlétika, 1500 m, női)
2. Noureddine Morceli – (1996 – atlétika, 1500 m, férfi)
3. Hoszin Szoltáni – (1996 – ökölvívás, 75 kg, férfi)
4. Nouria Merah-Benida – (2000 – atlétika, 1500 m, női)
5. Ímán Helíf - (2024 - ökölvívás, váltósúly. női)
6. Kaylia Nemour - (2024 - atlétika, 800 m, férfi)

## Ünnepek

### Hivatalos ünnepek
- január 1. Új év
- január 12. Berber új év (lásd még: berber naptár)
- május 1. a munka ünnepe
- július 5. a függetlenség napja
- november 1. a forradalom kezdete 1954-ben.

### Változó dátumú, iszlám ünnepek
- Iszlám újév
- Ásúrá
- Maulid
- A böjt megtörésének ünnepe
- Áldozati ünnep